# I död och lust
I död och lust (engelska: A New Leaf) är en amerikansk mörk komedifilm från 1971, skriven och regisserad av Elaine May.

## Handling
Filmen handlar om en tidigare väldigt förmögen herre (spelad av Walter Matthau) som fått slut på pengar. Som lösning bestämmer han sig för att gifta sig med en förmögen botaniknörd spelad av regissören själv.

## Rollista
- Walter Matthau – Henry Graham
- Elaine May – Henrietta Lowell
- Jack Weston – Andy McPherson
- George Rose – Harold
- James Coco – Uncle Harry
- Doris Roberts – Mrs. Traggert
- Renée Taylor – Sally Hart
- David Doyle – Mel
- William Redfield – Beckett
- Mark Gordon – John